# ATI 원더 시리즈
ATi 원더 시리즈(ATi Wonder series)는 1980년대 말에 ATI 테크놀로지스에 의해 도입된, IBM PC 호환 컴퓨터를 위한 최초의 그래픽 애드온 제품들 가운데 일부를 말한다. 이 카드들은 당시 멀티 그래픽스 표준(및 모니터)을 하나의 카드에서 지원함으로써 최종 사용자에게 상당한 가치를 제공할 정도로 독특했다. VGA 원더 시리즈는 버스 마우스 포트를 추가로 포함하므로 일반적으로 전용 마이크로소프트 버스 마우스 어댑터의 설치가 필요했다.
VGA 원더 시리즈는 나중에 1990년 ATI 마하 시리즈의 카드로 병합되었다. ATI 그래픽스 울트라(VRAM)와 ATI 그래픽스 밴티지(DRAM) 카드들은 모두 마하8 8514 호환 코프로세서 칩 외에 독립적인 VGA 원더 ASIC의 기능을 갖추었다. 그래픽스 울트라의 이름은 나중에 VGA 원더 GT로 변경되었다. 1992년, 이후 제품 계열인 마하32는 VGA 원더 코어와 코프로세서를 하나의 IC로 통합하였다. 당시 VGA 워더 라인은 취소되었으며 비용이 덜 드는 DRAM 기반 버전의 마하32, 즉 "ATI 그래픽스 원더"(ATi Graphics Wonder)로 대체되었다.

## MDA/CGA 카드
출시 연도: 1986년
- ATi Graphics Solution Rev 3
- ATi Color Emulation Card
- ATi Graphics Solution plus (1987)
- Graphics Solution Plus SP
- Graphics Solution SR

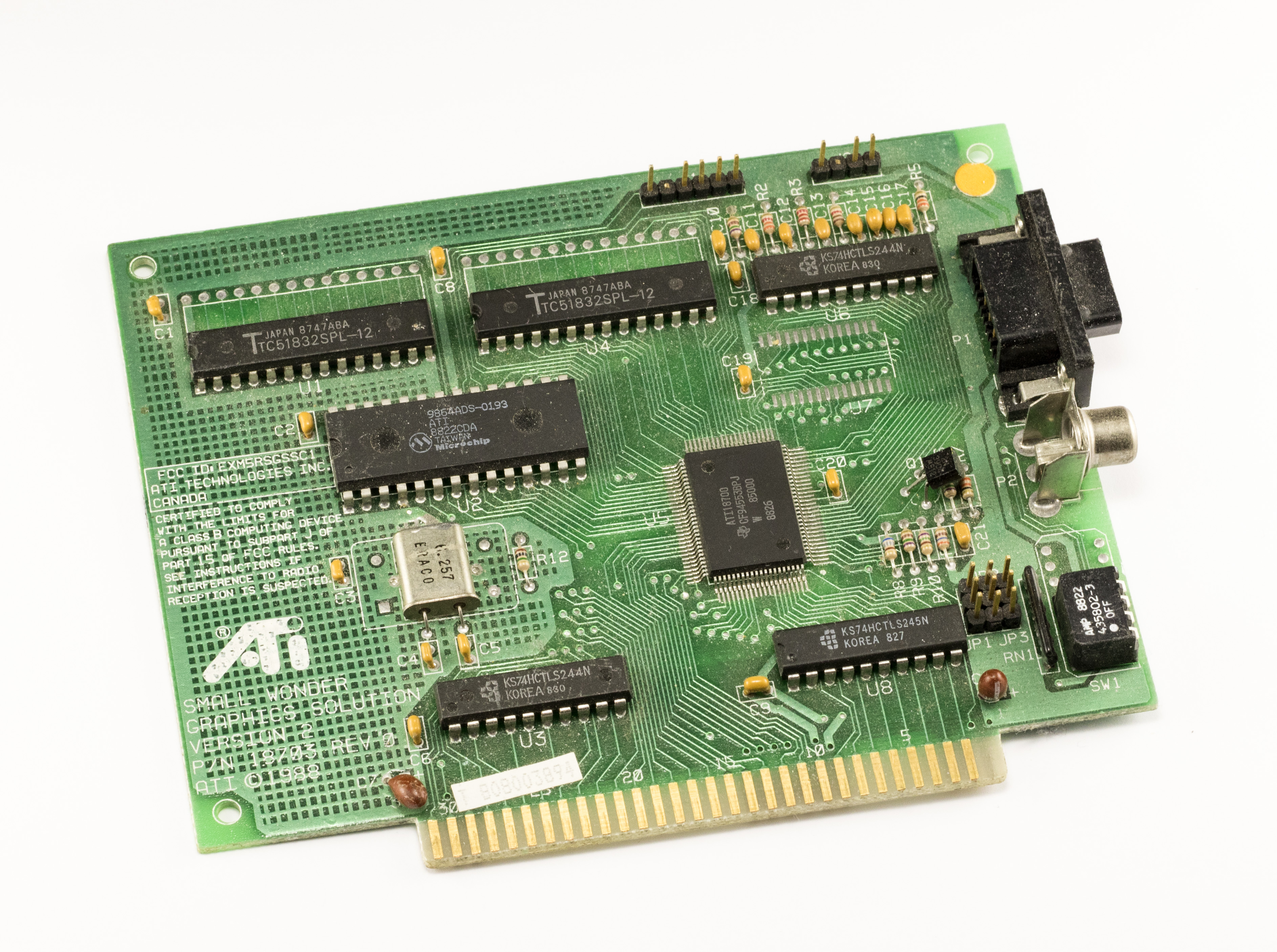
ATi Small Wonder Graphics Solution

- ATi Small Wonder Graphics Solution (1988)
- Graphics Solution Single Chip or GS-SC with Game (1988)

## EGA 카드
출시 연도: 1987년

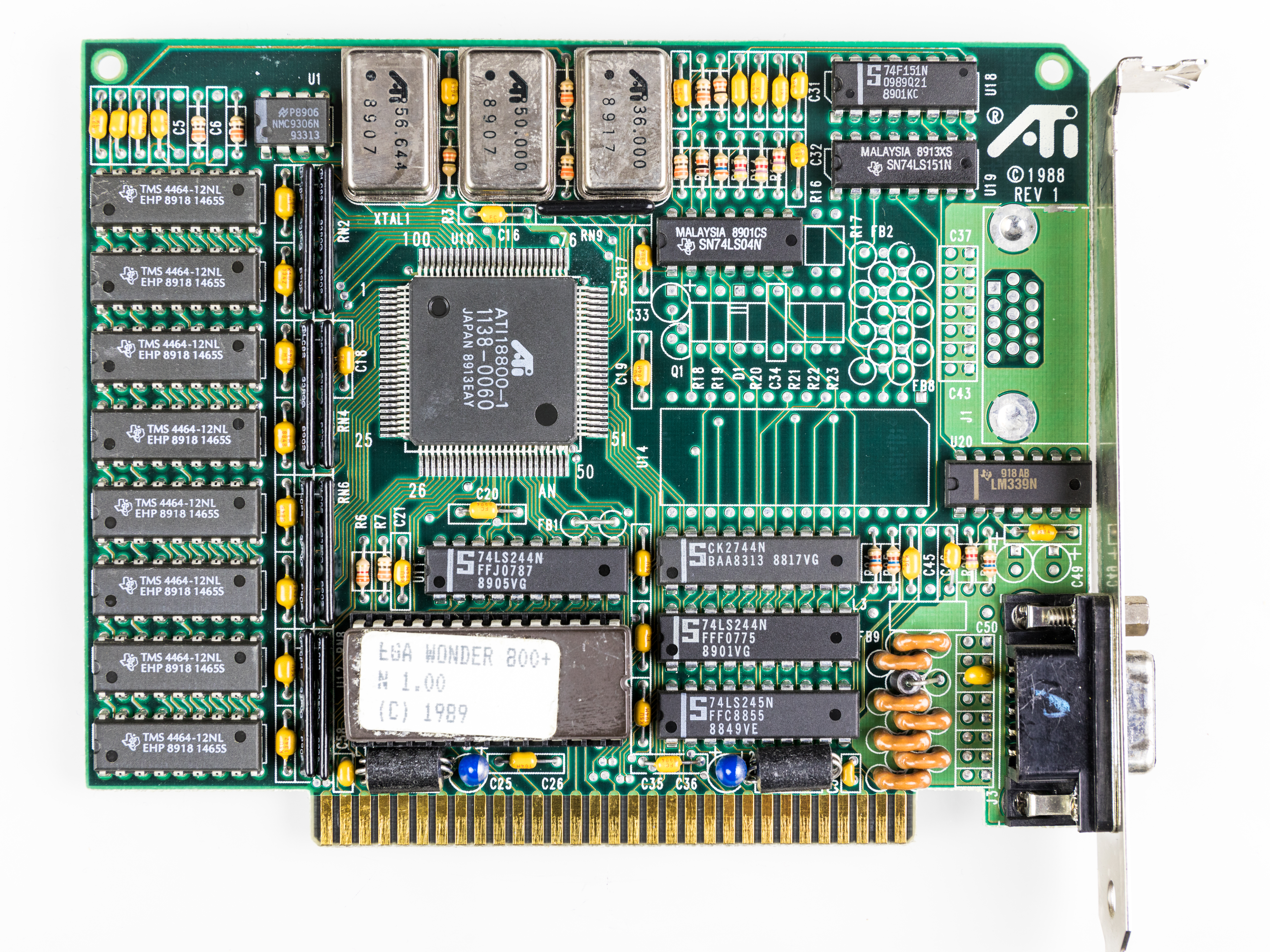
ATI EGA Wonder 800+

- ATi EGA Wonder (March 1987)
- ATi EGA Wonder 800
- ATi EGA Wonder 800+

## VGA 카드
출시 연도: 1987년
- ATi VIP or VGA Improved Performance (1987)

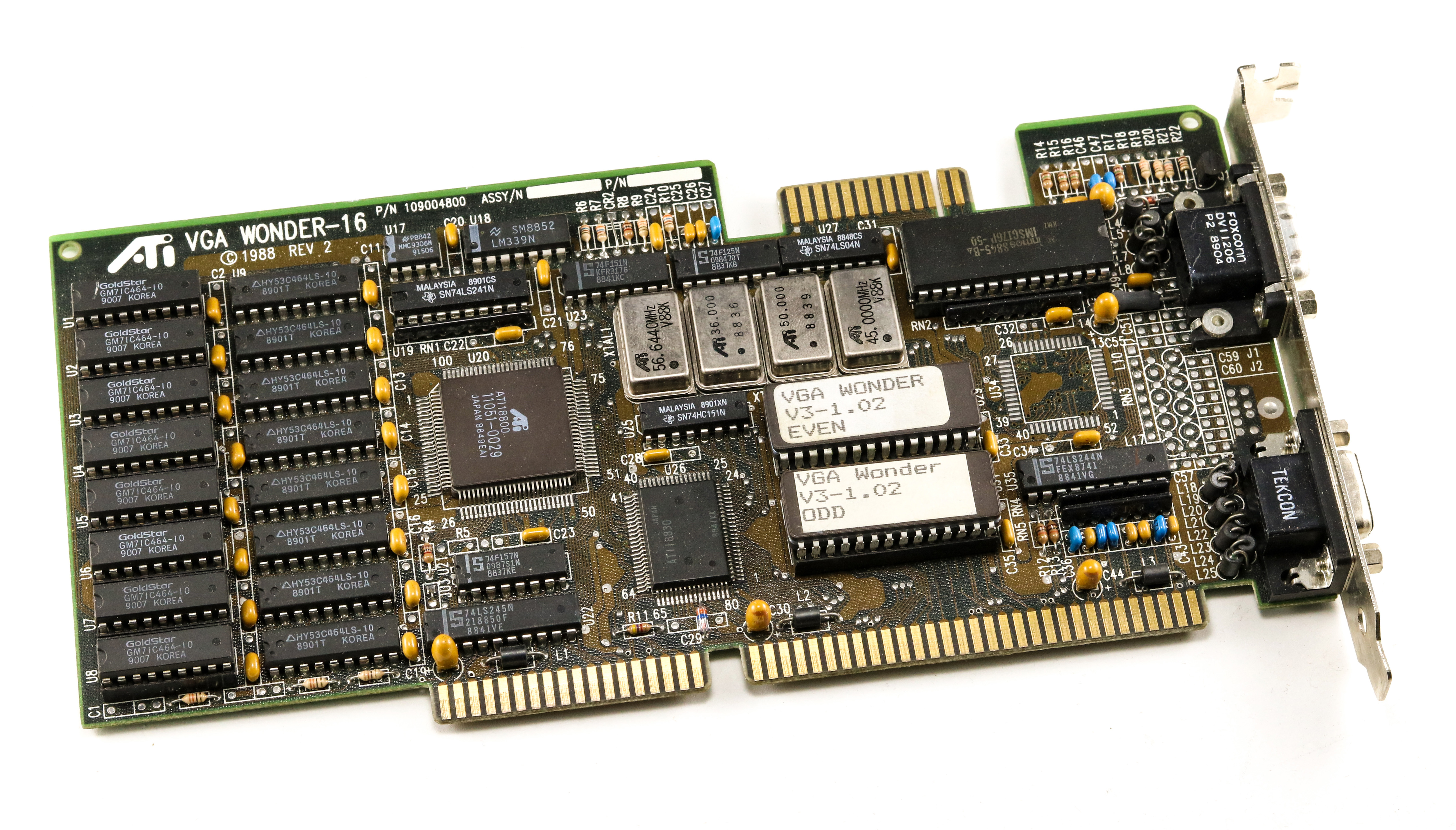
ATi VGA Wonder 16

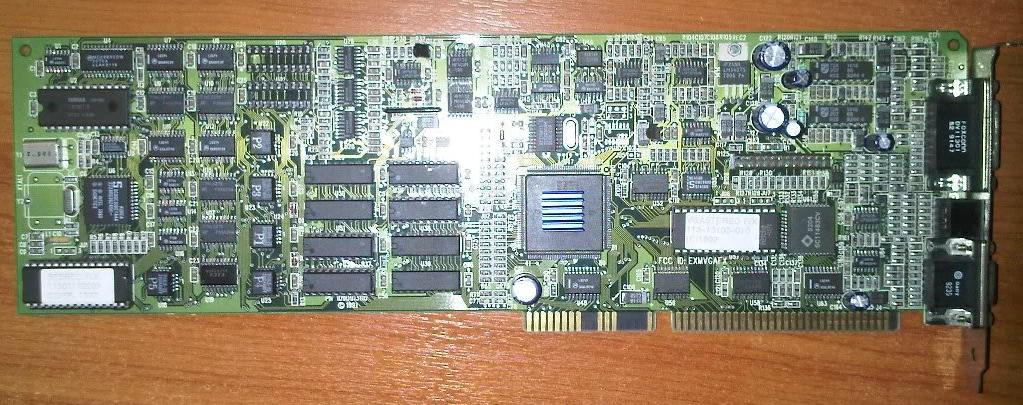
ATi VGA Stereo·F/X

- ATi VGA Wonder (1988)
- ATi VGA Edge 8

- ATi VGA Wonder 16 (1988)
- ATi VGA Edge-16
- ATi VGA Wonder+ (1990)

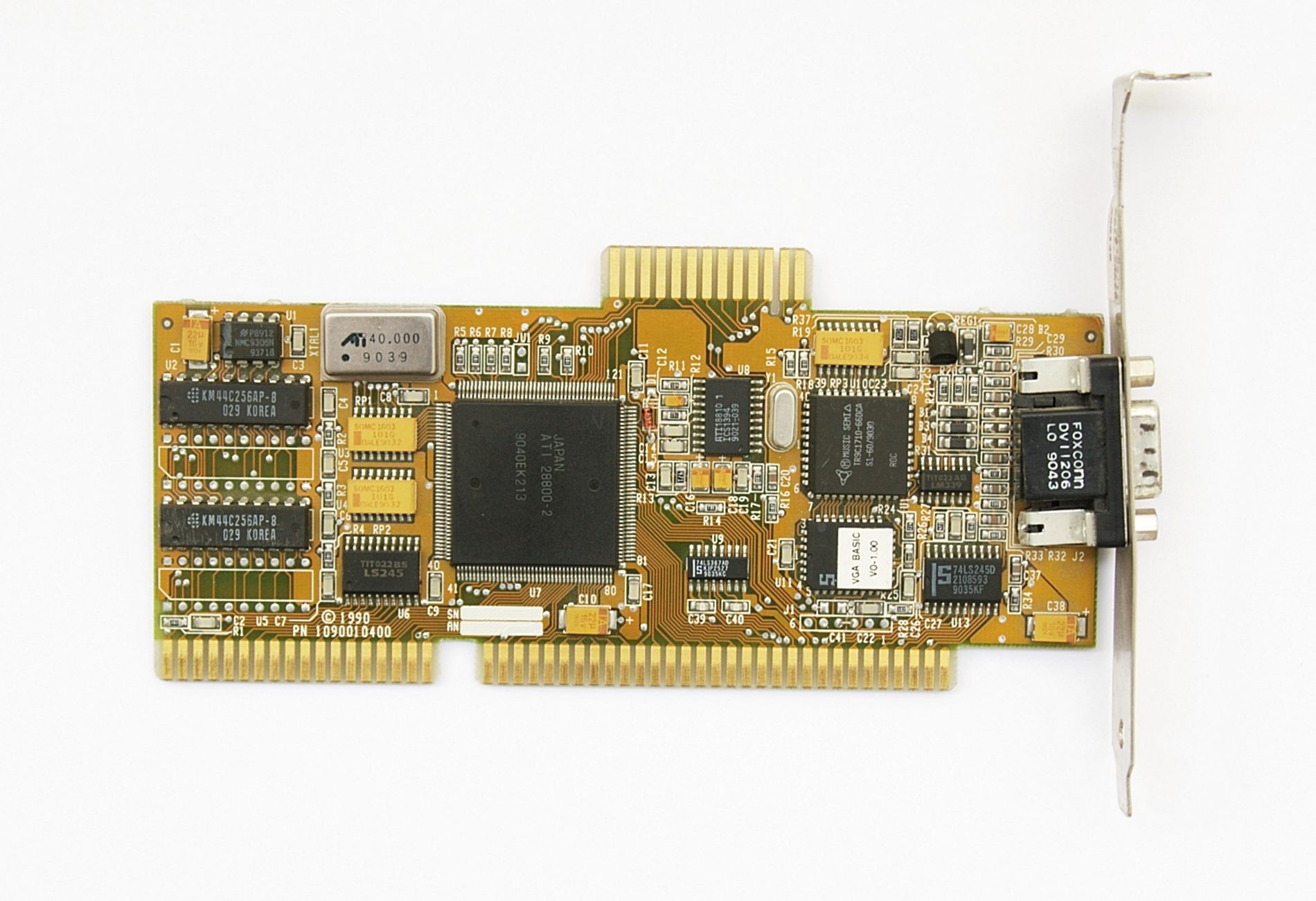
ATI VGA Wonder+

- ATi VGA Integra (1990)
- ATi VGA Basic-16 (1990)
- ATi VGA Charger (1991)
- ATi VGA Wonder XL (May 1991)
- ATi VGA Stereo·F/X

- ATi VGA Wonder XL24 (1992)
- ATi VGA Wonder 1024

## 같이 보기
- All-in-Wonder